# Český Jiřetín
Český Jiřetín (německy Georgendorf) je horská příhraniční obec ležící na soutoku Flájského a Bystrého potoka v Krušných horách v okrese Most v Ústeckém kraji. Rozkládá se v nadmořské výšce 610–740 m. K Českému Jiřetínu náleží osada Fláje, která byla z větší části zbořena při stavbě přehrady. Z východu na Český Jiřetín navazuje chatová osada Horní Ves, která však nemá status místní části. V obci je hraniční přechod do protilehlé německé osady Deutschgeorgenthal, která přísluší do obce Neuhausen. Český Jiřetín má silniční spojení po silnici III. třídy 2545 z Klínů a autobusové spojení do Klínů a Litvínova. Obec je střediskem zimních sportů na Litvínovsku. V obci žije 103 lidí.

## Název
Německý tvar Georgendorf je odvozen z osobního jména Georg (Jiří) ve významu Jiřího ves. Název Jiřetín (původně Juřětín) vychází z osobního jména Juřata (Jiřata) ve významu Jiřatův dvůr. V historických pramenech se jméno objevuje ve tvarech: Georgensdorf (1787, 1833), Jiřetín český a Gergendorf (1854).

## Historie
Český Jiřetín vznikl jako dřevorubecká osada ve druhé polovině 16. století (v některých pramenech se uvádí rok 1592, který je však v poslední době badateli stále více zpochybňován. Obec vznikla za vlády Lobkoviců, později přešla do majetku Valdštejnů, jako součást panství Horní Litvínov–Duchcov. Po roce 1850 se Český Jiřetín stal samostatnou obcí v okrese Teplice (do roku 1896), v letech 1896–1905 byl součástí okresu Duchcov, v období 1905–1949 okresu Most, 1949–1960 okresu Litvínov a od roku 1960 je opět součástí okresu Most.
Obyvatelstvo bylo tradičně německé národnosti, proto bylo po druhé světové válce odsunuto a počet obyvatel se velmi snížil. Tento úbytek se již nepodařilo nikdy dorovnat, takže dnes má Český Jiřetín něco málo přes 100 obyvatel a mnoho domů slouží k individuální rekreaci.
Tradiční obživou obyvatel bylo zemědělství a práce v lese. Po zřízení plavebního kanálu to bylo do roku 1872 plavení dřeva. V 19. století se rozšířila výroba dřevěných hraček a suvenýrů a v první polovině 19. století byla v obci zřízena továrna na lepenku.

## Současnost
V současnosti je Český Jiřetín horským střediskem, kde se provozují jak zimní sporty (sjezdovky jižně od obce na svazích Jestřabího vrchu, přes obec vede Krušnohorská lyžařská magistrála), tak je rekreačním místem i v létě. Obcí procházejí turistické stezky, Naučná stezka Flájská hornatina a po německé straně hranice cyklotrasa. Turistický ruch podporuje i hraniční přechod do sousedního Saska, poblíž kterého byla vybudována stánková tržnice.

## Obecní symboly
Český Jiřetín získal právo užívat obecní znak a vlajku na základě rozhodnutí předsedy Poslanecké sněmovny č. 98 ze dne 31. ledna 2002. Znak a prapor pro obec ztvárnil heraldik Jiří Louda.

### Znak
V červeno-zeleně děleném štítě nahoře stříbrný beránek Boží se zlatým procesním křížem, dole dvě stříbrná vlnitá břevna.

### Vlajka
List tvoří červený žerďový pruh široký jednu třetinu délky listu a pět vodorovných pruhů, střídavě zelených a bílých, bílé vlnité se třemi vrcholy a pěti prohlubněmi. V červeném pruhu bílá hlava beránka se žlutou svatozáří. Poměr šířky k délce listu je 2:3.

## Obyvatelstvo
Při sčítání lidu v roce 1921 ve vsi žilo 752 obyvatel (z toho 365 mužů), z nichž bylo šest Čechoslováků, 712 Němců a 34 cizinců. Kromě devatenácti evangelíků a tří lidí bez vyznání se hlásili k římskokatolické církvi. Podle sčítání lidu z roku 1930 měla vesnice 762 obyvatel: šestnáct Čechoslováků, 721 Němců a 25 cizinců. Výrazně převažovala římskokatolická většina, ale žilo zde také devět evangelíků, jeden člen církve československé a jeden člověk bez vyznání.
|                                                     | 1869 | 1880 | 1890 | 1900 | 1910 | 1921 | 1930 | 1950 | 1961 | 1970 | 1980 | 1991 | 2001 | 2011 |
| --------------------------------------------------- | ---- | ---- | ---- | ---- | ---- | ---- | ---- | ---- | ---- | ---- | ---- | ---- | ---- | ---- |
| Obyvatelé                                           | 765  | 795  | 822  | 800  | 878  | 752  | 762  | 185  | 128  | 62   | 41   | 30   | 35   | 60   |
| Domy                                                | 139  | 152  | 159  | 164  | 164  | 162  | 163  | 135  | 42   | 21   | 15   | 18   | 27   | 36   |
| Data z roku 1961 zahrnují i domy místní část Fláje. |      |      |      |      |      |      |      |      |      |      |      |      |      |      |

## Spolky

### Českojiřetínský spolek – spolek pro oživení Krušnohoří
V obci má sídlo spolek s původním názvem Českojiřetinský spolek – Sdružení pro rozvoj obce Český Jiřetín, který byl založen dne 9. června 2011 jednadvaceti občany jako dobrovolné a nepolitické společenství občanů, kteří jsou ochotni přispívat svým občanským postojem, prací a znalostmi k rozvoji obce. Původní působností spolku a těžištěm jeho aktivit bylo území česko-saského příhraničí – Český Jiřetín, Fláje, Mackov, Pastviny, Vilejšov, Dlouhá Louka.
Spolek obnovil v roce 2015 Krušnohorské noviny (bývalé Erzgebirgs-Zeitung) a od 1. prosince 2015 otevřel pracoviště na Valdštejnském zámku v Litvínově. V roce 2015 spolek svou činností i členskou základnou přerostl své původně lokální zaměření a stal se regionálně působící organizací. Valná hromada spolku konaná dne 25. září 2015 reflektovala regionální působnost změnou části názvu z Českojiřetinský spolek – Sdružení pro rozvoj obce Český Jiřetín na Českojiřetínský spolek – spolek pro oživení Krušnohoří.

### Jiné spolky
V obci dále působí tělovýchovná jednota TJ Rekreant, která provozuje lyžařské vleky v obci a dále Sdružení dobrovolných hasičů, které však nemá žádný dorost a funguje tak proto pouze formálně.

## Pamětihodnosti
- Kostel sv. Jana Křtitele – celodřevěná stavba přenesená roku 1969 ze zatopené obce Fláje
- Kostel sv. Petra a Pavla zbořený po druhé světové válce
- Fara kolem roku 1800 u bývalého kostela sv. Petra a Pavla
- Pomník padlým ve světových válkách v centru obce
- Zámeček Lichtenwald na vrchu Bradáčov (876 m)
- Flájský plavební kanál vybudovaný v letech 1624–1629
- Vodní nádrž Fláje postavená v letech 1951–1964
- 70 m vysoký vodopád vytékající z plavebního kanálu
- Puklá skála (839 m) s vyhlídkou do okolí

## Český Jiřetín ve filmu
V roce 2013 měl svou premiéru filmový cyklus Flájský potok v proměnách času (projekt Českojiřetínského spolku a spolku Heimatgeschichtsverein Rechenberg-Bienenmühle), který ve třech dílech popisuje historii krušnohorských obcí na Litvínovsku:
- Historie okolí Flájského potoka (Geschichte um den Fleyher Bach). První část dokumentárního cyklu popisuje dobu od vzniku osídlení hor nad Litvínovem na Mostecku, iniciovaného z oseckého hradu Rýzmburk a později z panství Duchcov, a to až do konce 17. stol.
- Svědkové času od Flájského potoka (Zeitzeugen vom Fleyher Bach). Další díl zahrnuje vzpomínky pamětníků na 20. století, včetně válečných událostí, náletů na Litvínov, až po stavbu flájské přehrady, zásobující Mostecko a Teplicko pitnou vodou, či přesun flájského dřevěného kostela.
- Plavební kanál Fláje – Clausnitz (Neugrabenflöße Fláje – Clausnitz). Třetí díl mapuje historii nejstaršího plavebního kanálu v Čechách. Tento díl měl svou premiéru pro studenty gymnázií Litvínov a Olbernhau dne 18. září 2013 a pro veřejnost pak koncem října v saském Rechenbergu a v listopadu 2013 v Litvínově a Mostě.

## Fotogalerie

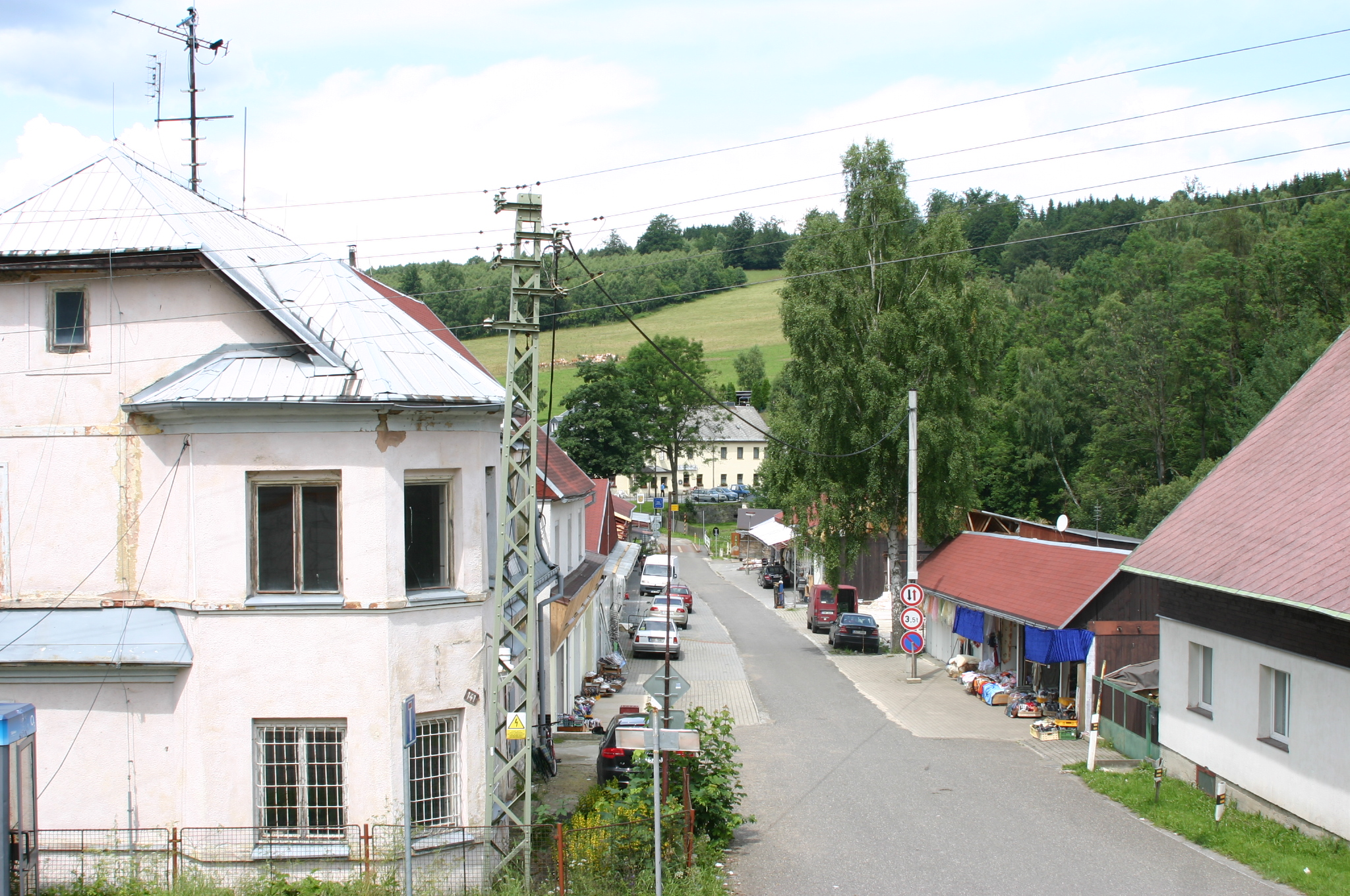
Pohled k hraničnímu přechodu Český Jiřetín / Deutschgeorgendorf
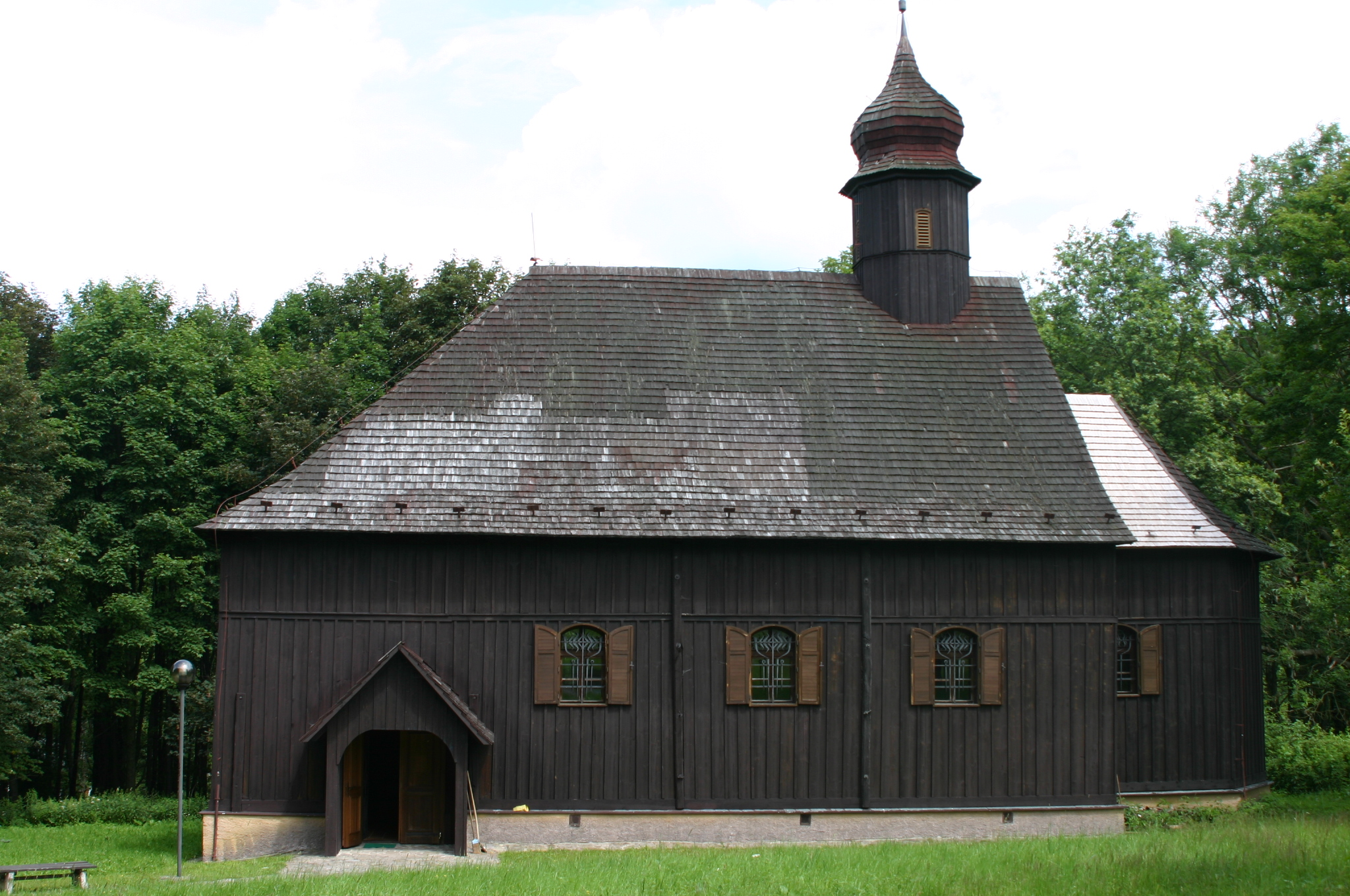
Přesunutý dřevěný kostel
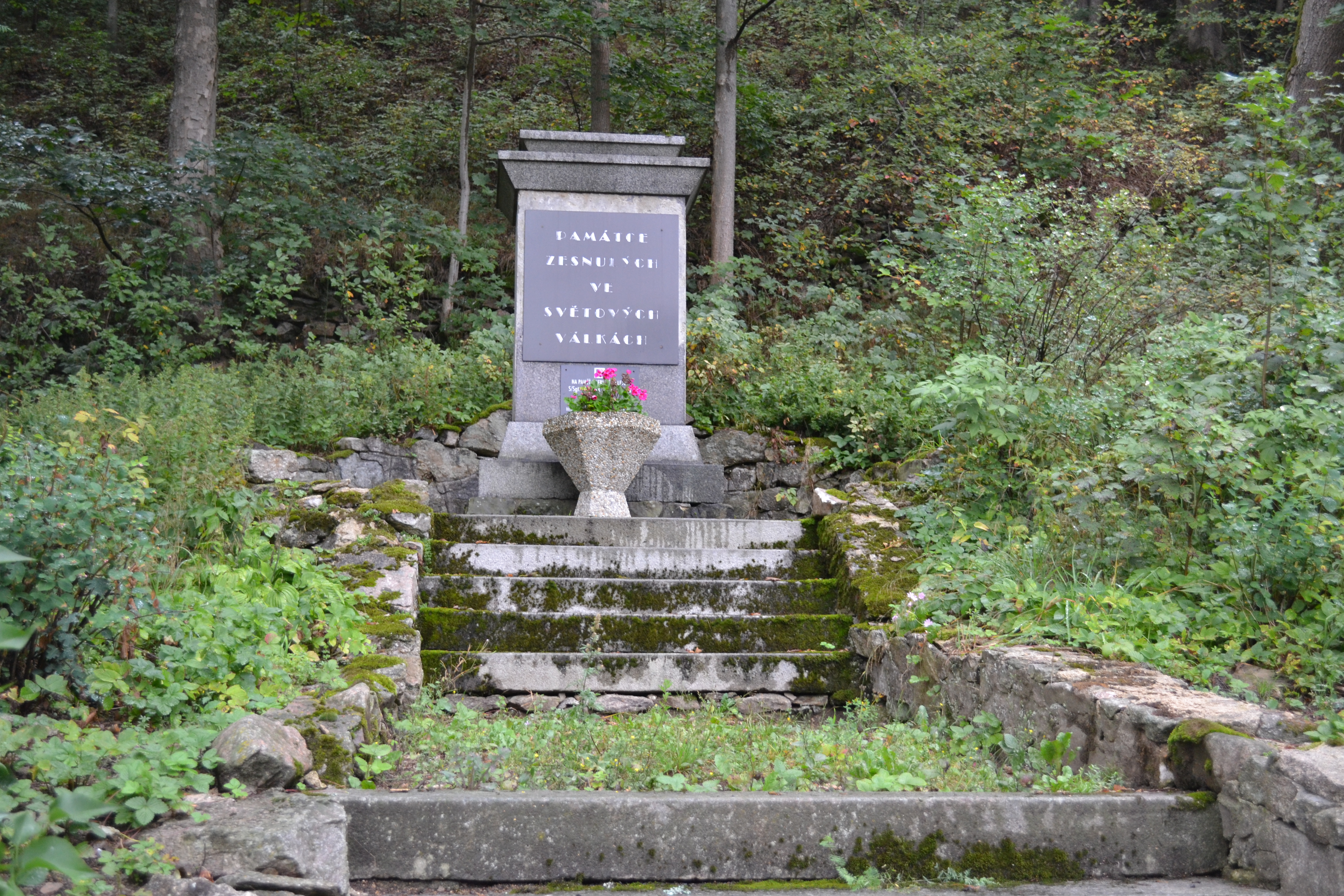
Pomník padlým
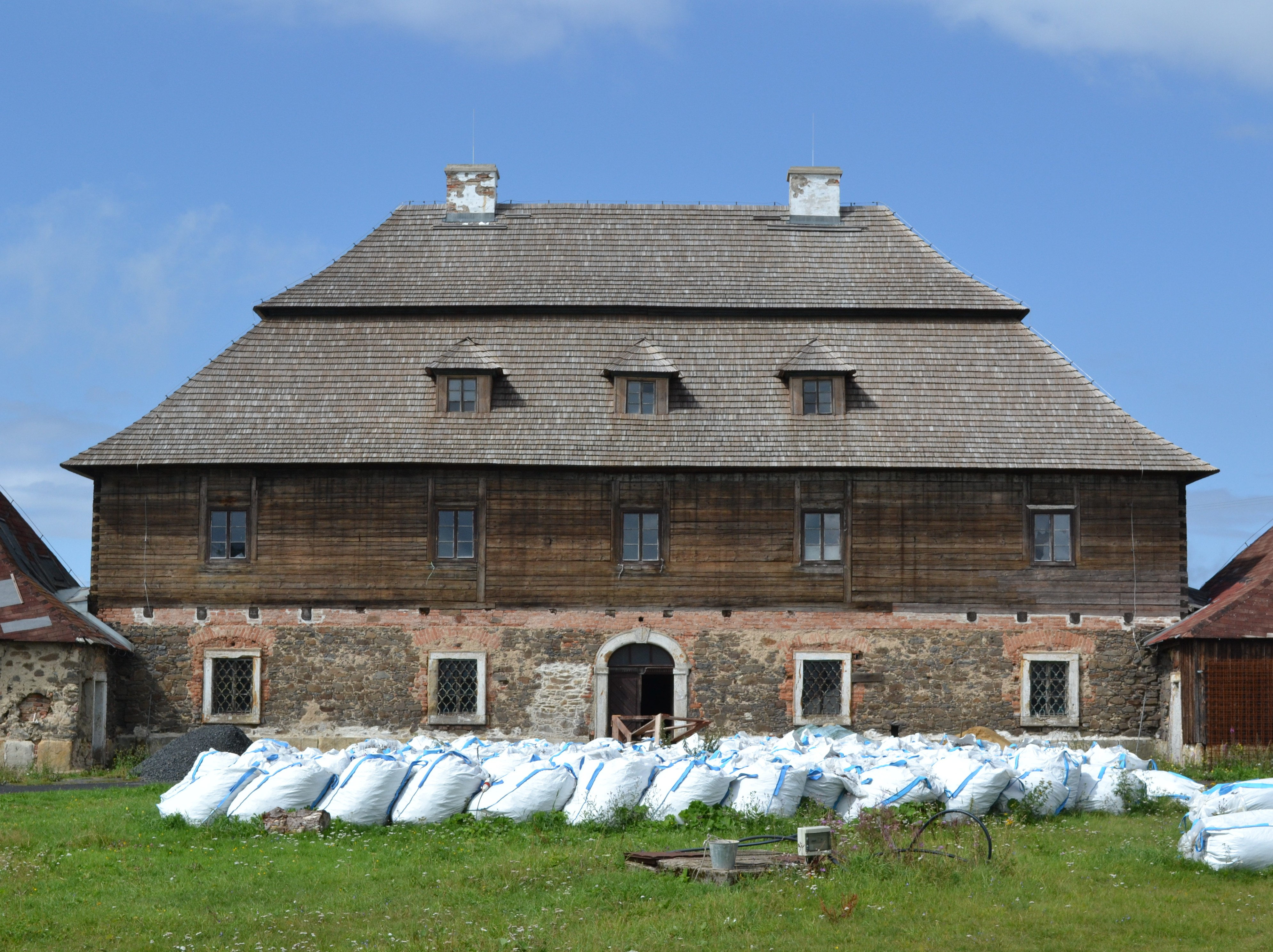
Zámeček Lichtenwald
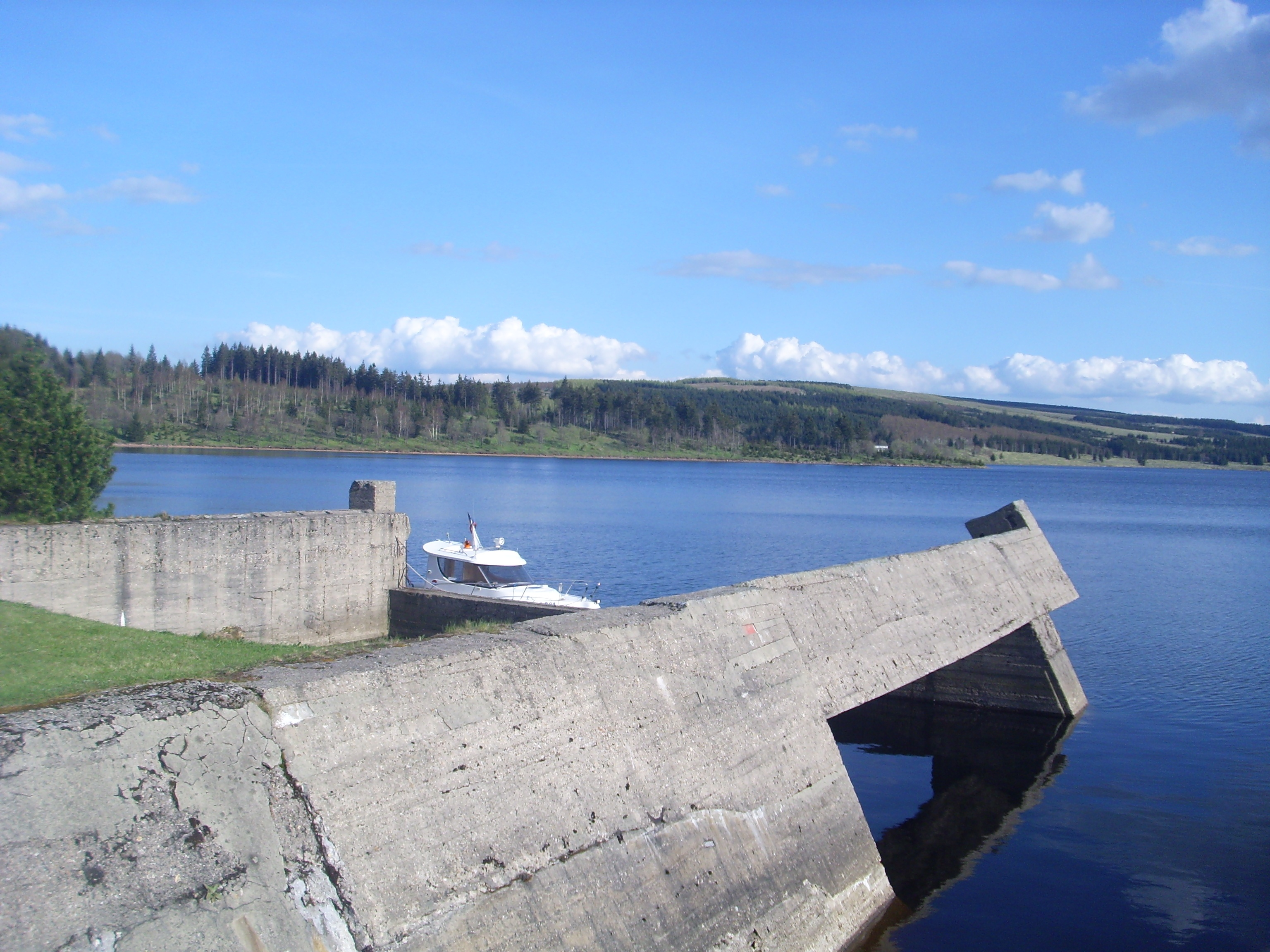
Flájská přehrada
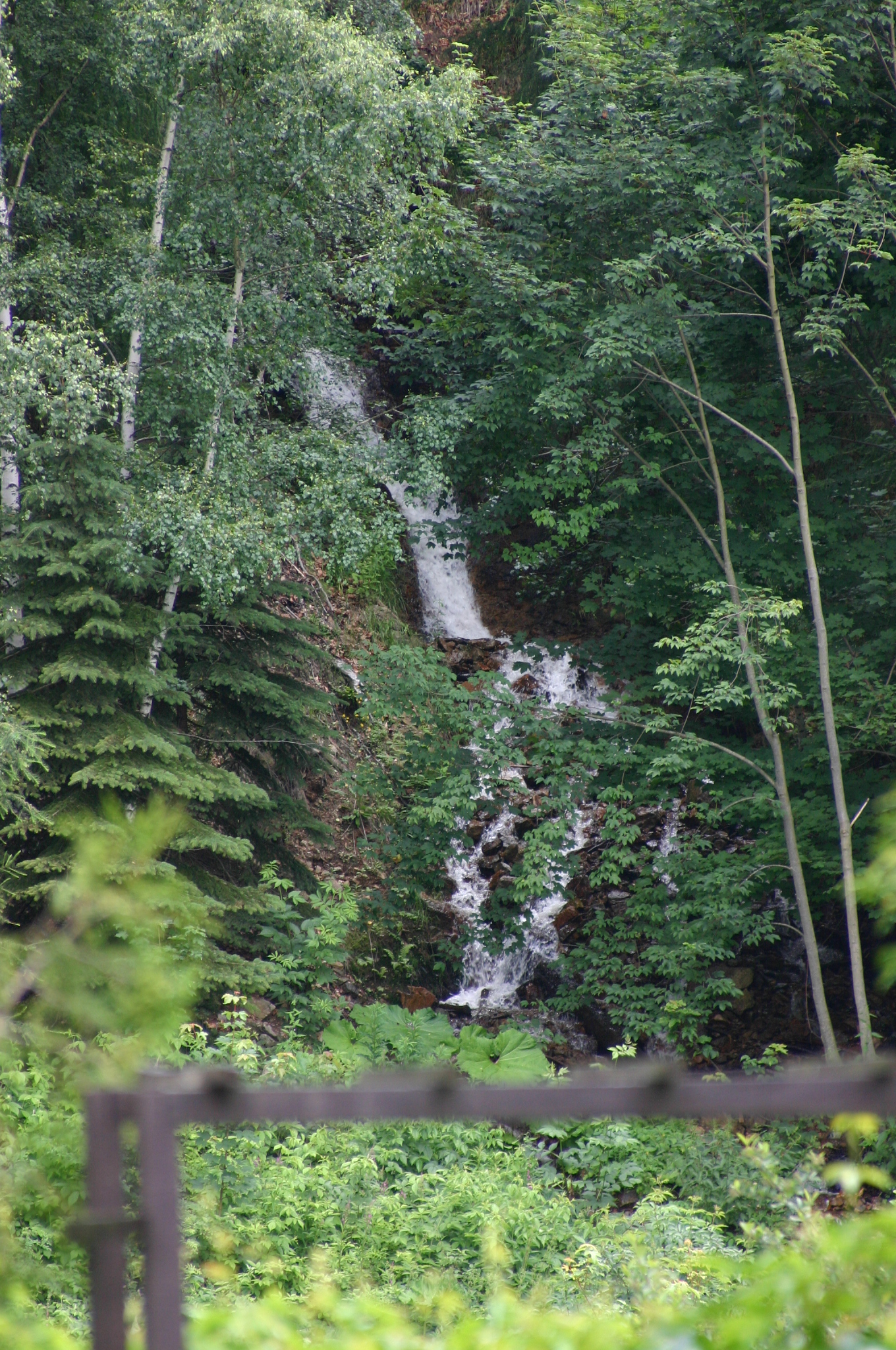
Dolní část vodopádu